# Art del Renaixement

El naixement de Venus de Sandro Botticelli, c. 1485, Uffizi, Florència

Art del Renaixement és la pintura, escultura i arts decoratives d'un període de la història d'Europa conegut com a Renaixement, que va sorgir com un estil diferenciat a Itàlia cap a l'any 1400 dC, en paral·lel amb els desenvolupaments que es van produir en filosofia, la literatura, la música, la ciència i la tecnologia entre els segles XIV i XVI. En aquest corrent artístic l'individu i la natura van començar a ser tractats com un tot harmònic del qual es pretenia destacar la seva bellesa. Igual que va passar en els corrents de pensament humanistes, l'ésser humà va passar a convertir-se en el centre de l'univers i els artistes van passar a preocupar-se per plasmar a les seves obres un ideal de bellesa.
Els nous estils es van originar a Itàlia, i Itàlia va produir més art que qualsevol altra part d'Europa. Els objectes d'art de tota mena es trobaven entre els béns de luxe que Itàlia produïa i exportava. També va exportar artistes, com Leonardo da Vinci, que va morir a la cort francesa.
La introducció de les formes renaixentistes als Països Catalans no es produí fins a la fi del segle xv i no es desenvolupà l’estil fins ben entrat el segle xvi.
Estimulats pels antics, els artistes del Renaixement van ser els primers de la història europea a escriure extensament sobre l'art i sobre ells mateixos. Giorgio Vasari va escriure Le Vite de' più eccellenti pittori, scultori, e architettori (Vides dels més excel·lents pintors, escultors i arquitectes), publicada el 1550, va ser la primera història de l'art, on va encunyar el teme rinascita (renaixement) en lletra impresa. No fou, no obstant, fins al segle xix que aquest concepte no va rebre una àmplia interpretació historicoartística. El mot «renaixement» es va utilitzar perquè aquest corrent reprenia els elements de la cultura clàssica.
La posició social i intel·lectual de l'artista va canviar en el Renaixement, passant d'artesà, amb una posició social relativament baixa i vinculat al seu gremi, a creador conscient d'obres d'art originals amb esquemes complexos, una persona que conversava amb humanistes i negociava amb reis i papes. Els artistes d'èxit van gaudir de riquesa i honors, com ara el títol de cavaller que l'emperador Carles V va concedir a Ticià el 1533.

## Un context favorable al renaixement de les arts

### Tornada al creixement
Després del descens demogràfic del segle xiv i la primera meitat del segle xv, la població europea va començar a recuperar el seu nivell anterior a la crisi. Tot i que les epidèmies eren recurrents a Europa fins al segle xviii, la gran Pesta Negra s'havia allunyat i els períodes de fam es van separant més. Des del segle xiii es produeixen a Europa un seguit de transformacions que anuncien la fi de l'edat mitjana i l'aparició d'una nova era, i aquestes prenen un ritme accelerat al llarg del segle xv. Des de 1380 aproximadament, a causa de la Guerra dels Cent Anys, París va deixar de ser la capital artística que havia estat fins aleshores, i els qui abans emigraven, ara es queden i treballen per a la burgesia de les ciutats o els grans comerciants europeus, sobretot italians i espanyols, que apreciaven cada vegada més el seu art. El pas de l'edat mitjana a la modernitat s'anuncia pel ressorgiment del comerç i de la vida urbana, especialment a Flandes i a Itàlia on la ciutat es converteix en centre econòmic i polític, així com cultural i artístic, l'aparició de la burgesia com a classe social ascendent i l'aparició de poders monàrquics forts. Entre 1500 i 1580, el clima sembla més suau abans de tornar a refredar-se durant la Petita Edat de Gel.
La Guerra dels Cent Anys va acabar el 1453 i els castells fortificats deixen pas a poc a poc a palaus de plaer. La indústria tèxtil italiana va desenvolupar nous teixits que va poder exportar al llevant emprant llana italiana i espanyola. Els grans descobriments geogràfics de l'era dels descobriments afavoreixen una visió unitària del món. Amb el descobriment d'Amèrica el 1492, l'or i la plata van fluir a Europa i van promoure la recuperació econòmica i els grans viatges i el comerç marítim permeten el sorgiment de les grans ciutats i el seu embelliment.
La difusió de la filosofia clàssica és rescatada a través dels filòsofs andalusos, i es tendeix a una separació clara entre religió i filosofia, entre raó i fe, en la que es contraposa l'humanisme enfront teocentrisme i erudits i humanistes com Erasme de Rotterdam, Dante Alighieri i Francesco Petrarca van criticar les creences supersticioses i també les van qüestionar, desenvolupant l'humanisme com a corrent vital que veu l'home com a centre i mesura fonamental de totes les coses. A una llibertat de pensament major, allunyada del dogmatisme medieval, correspon un impuls considerable dels coneixements científics. El desenvolupament de les universitats i, sobretot, l'aparició de la impremta afavoreixen la difusió de les noves idees, i la cultura passa dels monestirs als carrers de les ciutats. Les altes densitats trobades al segle xvi a Flandes i al nord d'Itàlia són favorables a una intensificació del treball.
Els Albizzi van transformar la República de Florència d'una comuna a un estat territorial, com havien fet Venècia o Milà, expandint-se per la Toscana i absorbint Volterra en 1361, Arezzo el 1384, Pisa 1406 i Liorna en 1421, però després de la ruïnosa situació de Florència amb el fracàs de la guerra amb la República de Lucca, al setembre de 1434, es consumà la derrota de l'oligarquia güelfa de Rinaldo Albizzi i s'hi establí la facció democràtica de Cosme de Medici, al que va succeir el seu fill Pere i després el seu net Llorenç. El 9 d'abril de 1454 el tractat de Lodi va posar fi a les guerres de Llombardia i va garantir 40 anys de pau estable a la península italiana, afavorint l'eclosió artística i literària del Renaixement.

### Els mecenes permeten als artistes practicar el seu art

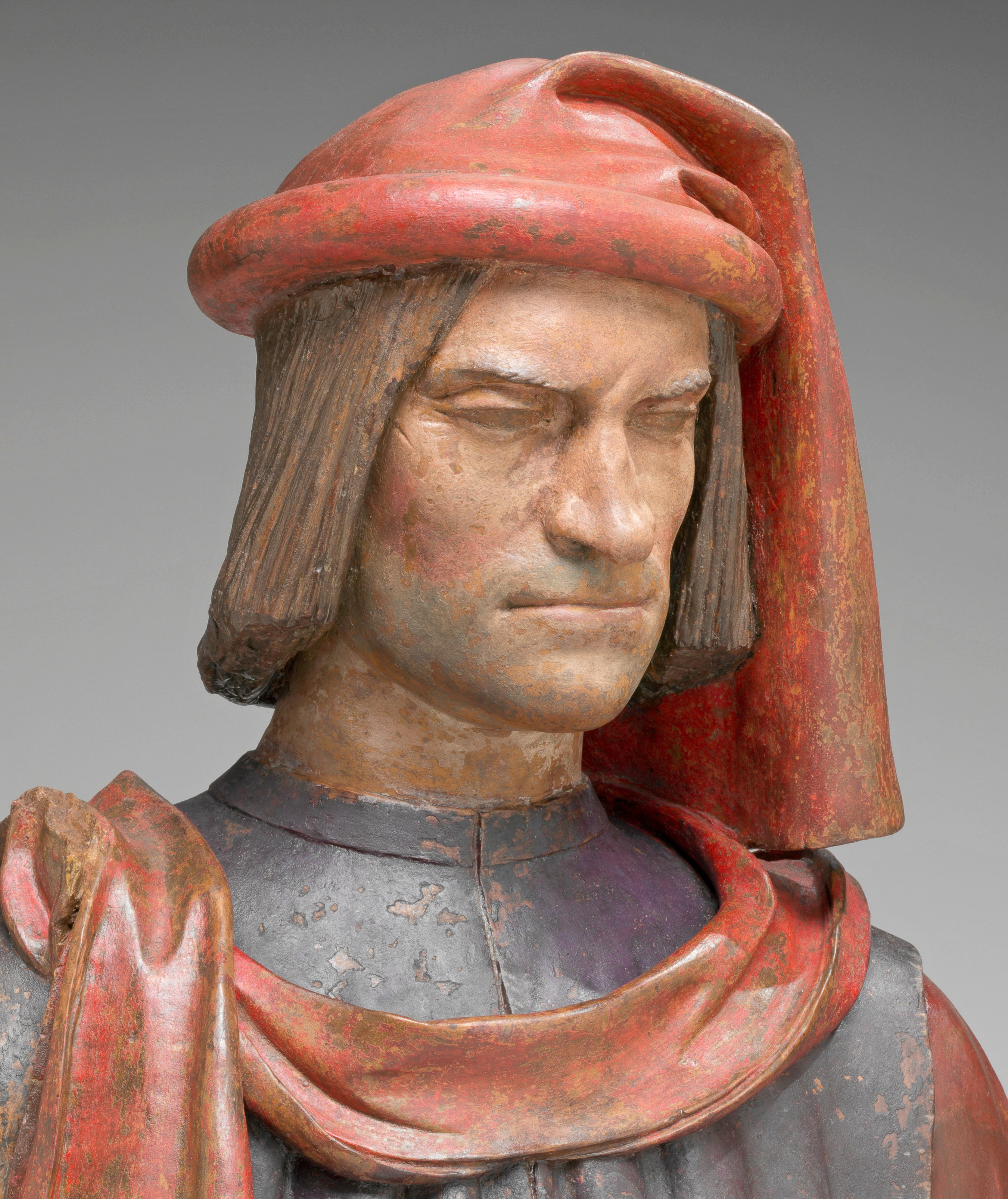
Verrochio, Bust de Llorenç de Medici, un mecenes. Conservat a la National Gallery of Art, Washington DC.

Les corts principesques són llocs privilegiats per a que hi floreixi la cultura renaixentista. En l'àmbit artístic, molts mecenes van acumular importants col·leccions. Tots pertanyen a l'aristocràcia del poder (prínceps, ducs, reis, papes) i de l'economia (grans comerciants que invertien els seus diners en la producció artística). Durant el Renaixement, l'artista depenia de l'ordre pública (principalment de l'Església o de les confraries) i després gradualment privat, però els requisits del mecenes, contràriament a la creença popular, no constitueixen necessàriament un fre a la seva creativitat. Es treballava primer com a artesà als bottega (tallers en els quals es pujava de grau: aprenent, company, mestre) que de vegades s'agrupaven en companyies per compartir les càrregues i els riscos abans d'adquirir, a partir de la dècada de 1470, la condició d'artista que treballa en un estudi individual i el mecenes del qual demana la signatura. Se li demana cada cop més que realitzi els elements importants del seu encàrrec i deixar de confiar-los als seus alumnes, per tal de reconèixer el seu "toc".
- Els Medici: Llorenç el Magnífic dona suport a la creació artística de Verrocchio i Botticelli.
- Els encàrrecs de Montefeltro es referien a àmbits tan variats com la bibliofília, els tapisos o les pintures.
- Ludovico Sforza (1452-1508), Duc de Milà, va emprar Leonardo da Vinci i Bramante.
- El papa va posar a treballar artistes del Renaixement a Roma: Miquel Àngel va pintar la Capella Sixtina, Alexandre VI Borja (1492-1503), Juli II (1503-1513), Lleó X (1513-1521), Pau III Farnès (1534-1549)
- A França, les guerres italianes van oferir als reis l'oportunitat d'entrar en contacte amb l'art renaixentista i saquejar algunes de les seves obres mestres. Francesc I va convidar artistes italians (Leonardo da Vinci a Amboise; Benvenuto Cellini, Rosso Fiorentino, il Primaticcio a Fontainebleau i altres).
- Els comerciants també es van convertir en amants de l'art: Jacques Coeur a la França del segle xv, el ric banquer italià Roberto Strozzi el 1489.

## L'art renaixentista italià
Giorgio Vasari (1511-1574), arquitecte i historiador de l'art, utilitzà el terme italià rinascita, per referir-se a l'art italià del segle xv i remarcar la idea que aquest art suposava un nou naixement del "bon art antic" i un trencament amb la tradició artística medieval. El renaixement seria, doncs, l'art sorgit a Itàlia el segle xv i estès per tot Europa el segle xvi, i fonamentat en un retorn als criteris estètics de l'antiguitat clàssica grega i romana, en l'exaltació de la naturalesa com a model i en el nou sentit de l'home, aportat per la filosofia humanista. Els supòsits històrics que permeteren de desenvolupar el nou estil es remunten al segle xiv quan, amb l'humanisme, progressa un ideal individualista de la cultura i un profund interès per la literatura clàssica, que acabarà dirigint, forçosament, l'atenció sobre les restes monumentals clàssiques.
Diferents etapes històriques marquen el desenvolupament del Renaixement. La primera té com a espai cronològic tot el segle XV, és l'anomenat Quattrocento o Primer Renaixement, i comprèn el Renaixement primerenc que es desenvolupa a Itàlia. La segona, afecta el segle xvi, el Cinquecento o Alt Renaixement, i el seu domini artístic queda referit a l'Alt Renaixement, que se centra en el primer quart del segle, i desemboca entre 1520 i 1530 en una reacció anticlàssica que conforma el Manierisme.

### Proto-Renaixement a Itàlia, 1280-1400
A Itàlia, a finals del segle xiii i principis del XIV, l'escultura de Nicola Pisano, sovint considerat el fundador de l'escultura moderna, i el seu fill Giovanni Pisano, treballant a Pisa, Siena i Pistoia, mostra tendències marcadament classicitzadores, probablement influenciades per la familiaritat d'aquests artistes amb els antics sarcòfags romans. Les seves obres mestres són els púlpits del Baptisteri i la Catedral de Pisa. Contemporani de Giovanni Pisano, el pintor florentí Giotto di Bondone va desenvolupar una manera de pintura figurativa sense precedents naturalista, tridimensional, realista i classicista, en comparació amb la dels seus contemporanis i el mestre Cimabue, i la seva l'obra més important és el cicle de la Vida de Crist a la Capella dels Scrovegni de Pàdua.

### Primer Renaixement a Itàlia, el Quattrocento

Cimbori, cúpula i llanternó de Santa Maria del Fiore

Tot i que Nicola Pisano, Giovanni Pisano i Giotto di Bondone havien tingut aprenents i seguidors, els primers artistes veritablement renaixentistes no van sorgir a Florència fins al 1401 amb el concurs per esculpir un conjunt de portes de bronze del Baptisteri de Sant Joan, que va reunir les propostes de set joves escultors, entre ells Filippo Brunelleschi, Donatello i el guanyador, Lorenzo Ghiberti. Brunelleschi, més famós com l'arquitecte de la Cúpula de Santa Maria del Fiore i de la Basílica de San Lorenzo, va crear una sèrie d'obres escultòriques, inclòs un crucifix de mida natural a Santa Maria Novella, coneguda pel seu naturalisme. Es creu que els seus estudis de perspectiva van influir en el pintor Masaccio. Donatello es va fer famós com l'escultor més gran del primer Renaixement, les seves obres mestres van ser la seva estàtua humanista i inusualment eròtica de David, una de les icones de la república florentina, i el seu gran monument a Erasmo de Narni Gattamelata, el primer gran bronze eqüestre que es va crear des de l'època romana.
Masaccio, contemporani de Donatello, era l'hereu pictòric de Giotto, afavorint la tendència cap a la solidesa de la forma i el naturalisme de la cara i el gest que Giotto havia començat un segle abans, iniciant el Renaixement primerenc en la pintura italiana. Entre 1425 i 1428, Masaccio va completar diverses pintures sobre panells, i la seva obra més coneguda és el cicle de frescos que va començar a la capella Brancacci amb Masolino en els que fa una ruptura radical amb la tradició pictòrica medieval, adherint-se a la nova concepció perspectiva renaixentista de l'espai en la que la perspectiva i la llum creen espais profunds on figures construïdes volumètricament es mouen en una dimensió humana fortament individualitzada. Masaccio, que va tenir una profunda influència en els pintors posteriors, inclòs Michelangelo Buonarroti, segueix el camí de Giotto, desvinculant-se d'una visió simbòlica de l'home i proposant una pintura més realista. Els desenvolupaments de Masaccio es van portar endavant en les pintures de Fra Angelico, particularment en els seus frescos al convent de Sant Marco de Florència.
El tractament de la perspectiva i llum en la pintura va preocupar especialment als pintors florentins del segle XV. Paolo Uccello estava tan obsessionat amb intentar aconseguir una aparença de perspectiva que, segons Giorgio Vasari, li va pertorbar el son. Les seves solucions es poden veure en el seu conjunt d'obres mestra de tres pintures, la Batalla de San Romano, que es creu que es va completar el 1460. Piero della Francesca va fer estudis sistemàtics i científics tant de la perspectiva lleugera com lineal, els resultats dels quals es poden veure vist al seu cicle de frescos de Llegenda de la Veracreu a l'església de San Francesco a Arezzo.
A Nàpols, el pintor Antonello da Messina va començar a utilitzar pintures a l'oli per a retrats i pintures religioses cap al 1450, abans que altres pintors italians, i va portar aquesta tècnica al nord i va influir en els pintors de Venècia. Un dels pintors més significatius del nord d'Itàlia va ser Andrea Mantegna, que va decorar l'interior de la Camera degli Sposi al Palau Ducal de Màntua per al seu mecenes Lluís III Gonzaga, situant retrats de la família i la cort en un espai arquitectònic il·lusionista. Sandro Botticelli, Lucca Signorelli, Perugino, Pinturicchio i Ghirlandaio entre d'altres
El final del primer Renaixement en l'art italià el marcat l'encàrrec del papa Sixt IV a Sandro Botticelli, Pietro Perugino, Domenico Ghirlandaio i Cosimo Rosselli que decoressin en cooperació la capella papal reconstruïda i batejada amb el nom de Capella Sixtina, amb cicles de frescos que representaven la vida de Crist i la vida de Moisès. En els setze grans quadres, els artistes, tot i que cadascú treballava en el seu estil individual, van coincidir en principis de format i van utilitzar les tècniques d'il·luminació, perspectiva lineal i atmosfèrica, anatomia, escorç i caracterització que s'havien portat a un punt àlgid en la grans estudis florentins de Ghiberti, Verrocchio, Ghirlandaio i Perugino.

### Alt Renaixement a Itàlia, 1495–1520

La Gioconda de Leonardo da Vinci

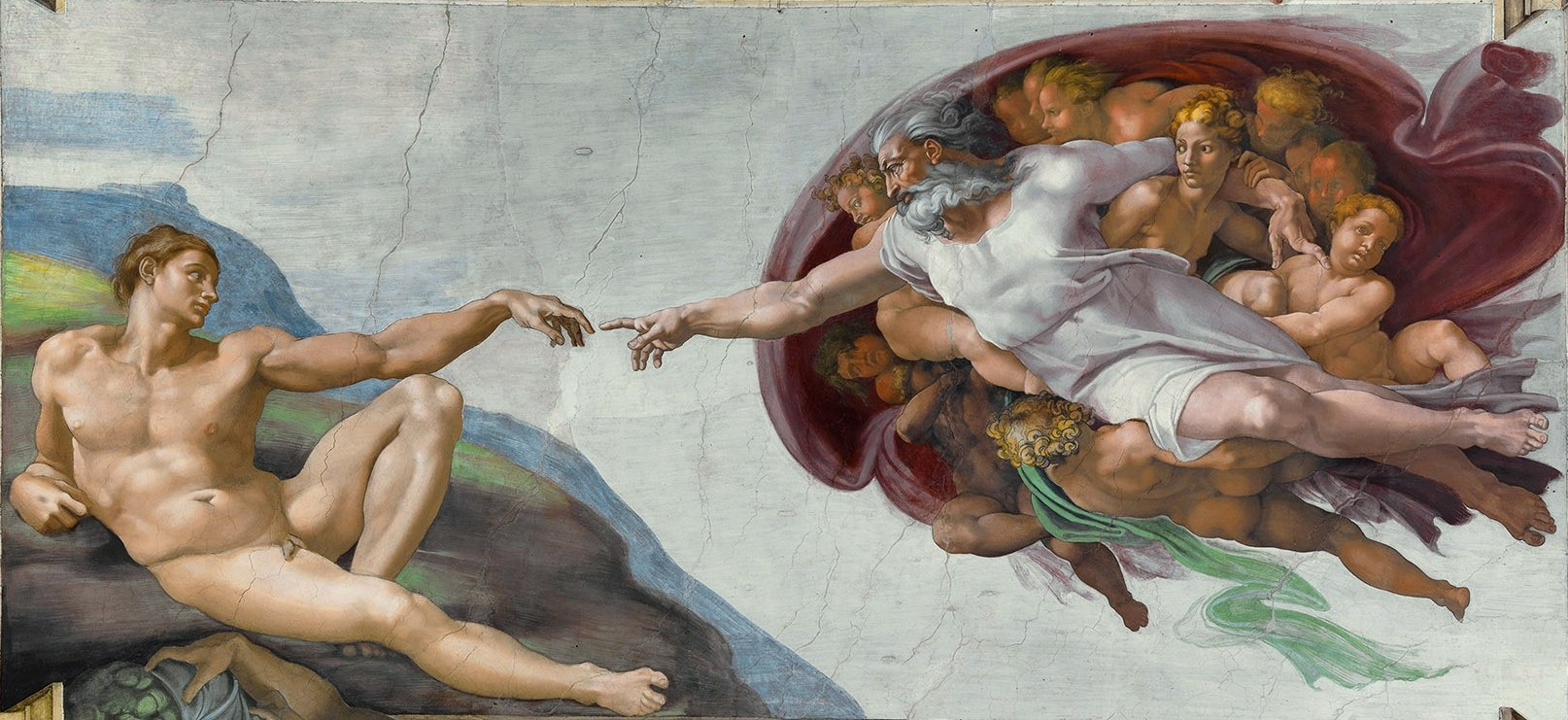
La creació d'Adam de Miquel Àngel, a la capella Sixtina, amb el Creador a punt de tocar-lo amb un dit per donar-li la vida

Leonardo da Vinci havia de perfeccionar encara més els aspectes de l'art pictòric (il·luminació, perspectiva lineal i atmosfèrica, anatomia, escorç i caracterització) que havien preocupat els artistes del primer Renaixement, en una vida d'estudi i registre meticulós de les seves observacions del món natural. La seva adopció de la pintura a l'oli com a mitjà principal va significar que podia representar la llum i els seus efectes sobre el paisatge i els objectes de manera més natural i amb un efecte dramàtic més gran que mai abans, com es va demostrar a La Gioconda. La seva dissecció de cadàvers va portar endavant la comprensió de l'anatomia esquelètica i muscular, tal com es veu a l'inacabat Sant Jeroni al desert. La seva representació de l'emoció humana a El Sant Sopar, va establir el referent de la pintura religiosa.
L'art de Michelangelo Buonarroti, un jove contemporani de Leonardo va prendre una direcció molt diferent. Ni en la seva pintura ni en la seva escultura demostra cap interès per l'observació de cap objecte natural excepte el cos humà. Va perfeccionar la seva tècnica en representar-lo, quan ja tenia vint anys, amb la creació de l'enorme estàtua de marbre de David i el grup Pietà, a la basílica de Sant Pere de Roma. A continuació, va iniciar una exploració de les possibilitats expressives de l'anatomia humana. L'encàrrec del papa Juli II de pintar la volta de la Capella Sixtina va donar lloc a l'obra mestra suprema de la composició figurativa, que va tenir un efecte profund en totes les generacions posteriors d'artistes europeus. La seva obra posterior, el Judici Final, pintada al mur de l'altar de la Capella Sixtina entre 1534 i 1541, mostra un estil manierista (també anomenat Renaixement tardà) amb cossos generalment allargats que va prendre el relleu a l'estil alt renaixentista entre 1520 i 1530.
Al costat de Leonardo i Michelangelo Buonarroti, el tercer gran pintor de l'Alt Renaixement hi havia el jove Raffaello Sanzio, que en una curta vida va pintar un gran nombre de retrats realistes i atractius, inclosos el Retrat del papa Juli II i el seu successor Lleó X, i nombroses representacions de la Mare de Déu i el Nen, inclosa la Madonna Sixtina. La seva mort el 1520 als 37 anys és considerada per molts historiadors de l'art com el final del període de l'Alt Renaixement, encara que alguns artistes individuals van continuar treballant en l'estil del Cinquecento durant molts anys després.
Al nord d'Itàlia, el Cinquecento està representat principalment per membres de l'escola veneciana, especialment per aquestes últimes obres de Giovanni Bellini, especialment pintures religioses, que inclouen diversos retaules grans d'un tipus conegut com a Sacra conversazione, que mostren un grup de sants al voltant de la Mare de Déu entronitzada. El seu contemporani Giorgione, que va morir al voltant dels 32 anys l'any 1510, va deixar un petit nombre d'obres enigmàtiques, entre les quals La tempesta, el tema de la qual ha continuat sent una qüestió d'especulació. Les primeres obres de Ticià daten de l'època de l'Alt Renaixement, incloent un retaule massiu L'Assumpció de la Verge que combina l'acció humana i el drama amb un color i una atmosfera espectaculars. Ticià va continuar pintant en un estil generalment alt renaixentista fins a prop del final de la seva carrera a la dècada de 1570, encara que va utilitzar cada cop més el color i la llum sobre la línia per definir les seves figures.

## El Renaixement als països Baixos
En el canvi del segle xv al segle xvi els artistes ja començaven a percebre els ressons del Renaixement italià. El 1477 el ducat de Borgonya, amb una gran rellevància econòmica, va passar a la corona austríaca dels Habsburg, que tenien una branca espanyola des de l'època de Carles I, la dinastia dels Àustries fet que va determinar que l'art espanyol del Renaixement i el barroc estigués íntimament relacionat amb el flamenc.

### Primer renaixement neerlandès, 1425–1525

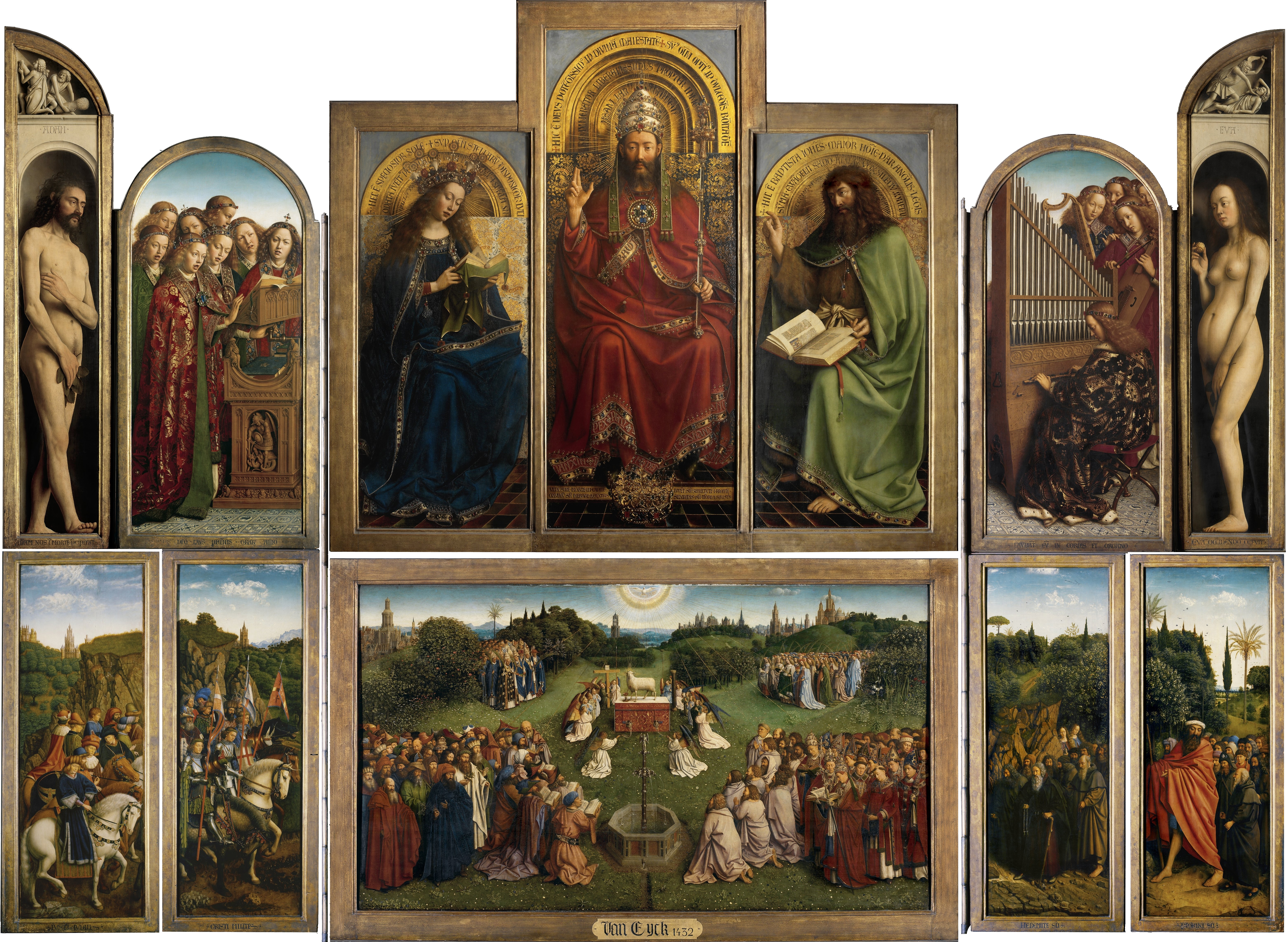
L'adoració de l'Anyell Místic, de Jan i Hubert van Eyck

El jardí de les delícies de Hieronymus Bosch

La pintura neerlandesa primitiva coincideix amb el Quattrocento i Cinquecento, però és una evolució artística independent, separada de l'humanisme renaixentista que va caracteritzar els desenvolupaments a Itàlia. A partir de la dècada del 1490, a mesura que un nombre creixent de pintors holandesos i d'altres pintors del nord viatjaven a Itàlia, els ideals renaixentistes i els estils de pintura es van incorporar a la pintura del nord. Com a resultat, els primers pintors holandesos sovint es classifiquen com a pertanyents tant al Renaixement del Nord com al gòtic tardà. Entre els pintors dels Països Baixos d'aquest període incloïen Jan van Eyck, el seu germà Hubert van Eyck, Robert Campin, Hans Memling, Rogier van der Weyden i Hugo van der Goes. La seva pintura es va desenvolupar en part independentment de la pintura del primer Renaixement italià, i sense la influència d'un esforç deliberat i conscient per reviure l'antiguitat.
L'estil de la pintura va sorgir directament de la pintura medieval al tremp, sobre panells i manuscrits il·luminats, i altres formes com els vitralls; la pintura al fresc era menys comú al nord d'Europa. El mitjà utilitzat va ser la pintura a l'oli, que s'havia utilitzat durant molt de temps per pintar escuts i accessoris cerimonials de cuir perquè era flexible i relativament duradora. Les primeres pintures a l'oli holandeses són meticuloses i detallades com les pintures al tremp. El material es va prestar a la representació de variacions tonals i textura, facilitant així l'observació de la natura amb gran detall.
Els pintors holandesos no van abordar la creació d'un quadre a través d'un marc de perspectiva lineal i proporció correcta. Mantenien una visió medieval de proporció jeràrquica i simbolisme religiós, alhora que es delectaven amb un tractament realista dels elements materials, tant naturals com artificials. Jan i Hubert van Eyck van pintar L'adoració de l'Anyell Místic. És probable que Antonello da Messina es familiaritzés amb l'obra de Van Eyck mentre estava a Nàpols o Sicília. L'any 1475, el Retaule de Portinari d'Hugo van der Goes va arribar a Florència, on va tenir una profunda influència en molts pintors, el primer Domenico Ghirlandaio, que va pintar un retaule imitant els seus elements.
Un pintor holandès molt significatiu cap al final del període va ser Hieronymus Bosch, que va emprar el tipus de formes fantàstiques que sovint s'utilitzaven per decorar sanefes i lletres en manuscrits il·luminats, combinant formes vegetals i animals amb formes arquitectòniques. Tretes del context de la il·luminació, i poblades d'humans, aquestes formes donen a les pintures de Bosch una qualitat surrealista que no tenen paral·lel a l'obra de cap altre pintor renaixentista. La seva obra mestra és el tríptic El jardí de les delícies.

## Renaixement francès

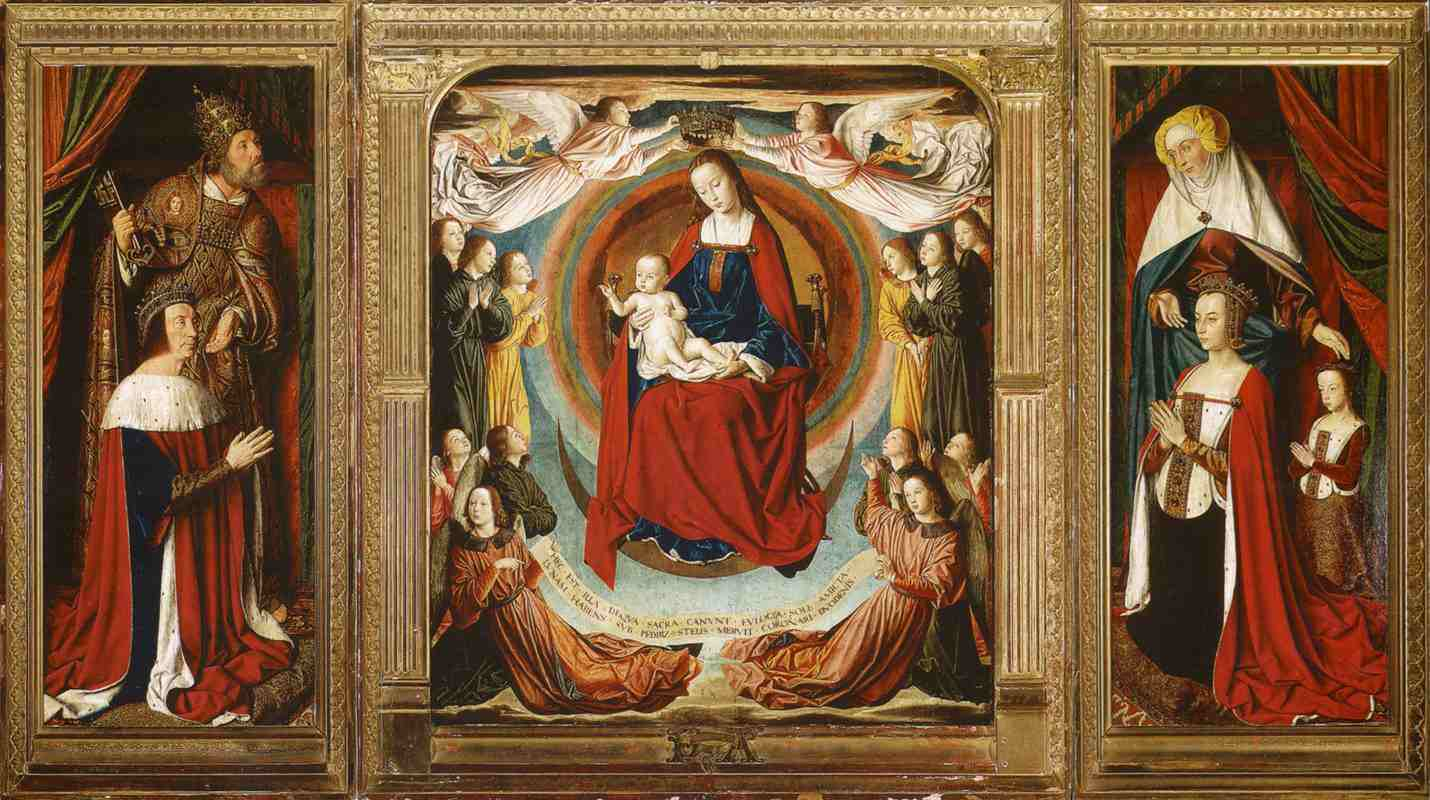
Jean Hey, el Retaule de Moulins, c. 1498.

Els artistes de França (inclosos ducats com Borgonya) sovint estaven associats amb les corts, proporcionant manuscrits il·luminats i retrats per a la noblesa, així com pintures devocionals i retaules. Entre els més famosos hi havia els germans de Limburg, il·luminadors flamencs i creadors de la il·luminació manuscrita Les molt riques hores del Duc de Berry. Jean Fouquet, pintor de la cort reial, va visitar Itàlia el 1437 i reflecteix la influència de pintors florentins com Paolo Uccello. Encara que més conegut pels seus retrats com el de Carles VII de França, Fouquet també va crear il·luminació, i es creu que va ser l'inventor de la miniatura del retrat.
Hi havia una sèrie d'artistes en aquesta data que pintaven retaules famosos, estilísticament força diferents tant dels italians com dels flamencs. Aquests inclouen dues figures enigmàtiques, Enguerrand Quarton, a qui s'atribueix la Pietà de Vilanòva d'Avinhon, i Jean Hey, també conegut com el Mestre de Moulins per la seva obra més famosa, el Retaule de Moulins. En aquestes obres, el realisme i l'observació de prop de la figura humana, les emocions i la il·luminació es combinen amb una formalitat medieval, que inclou fons daurats.

## Renaixement hispànic

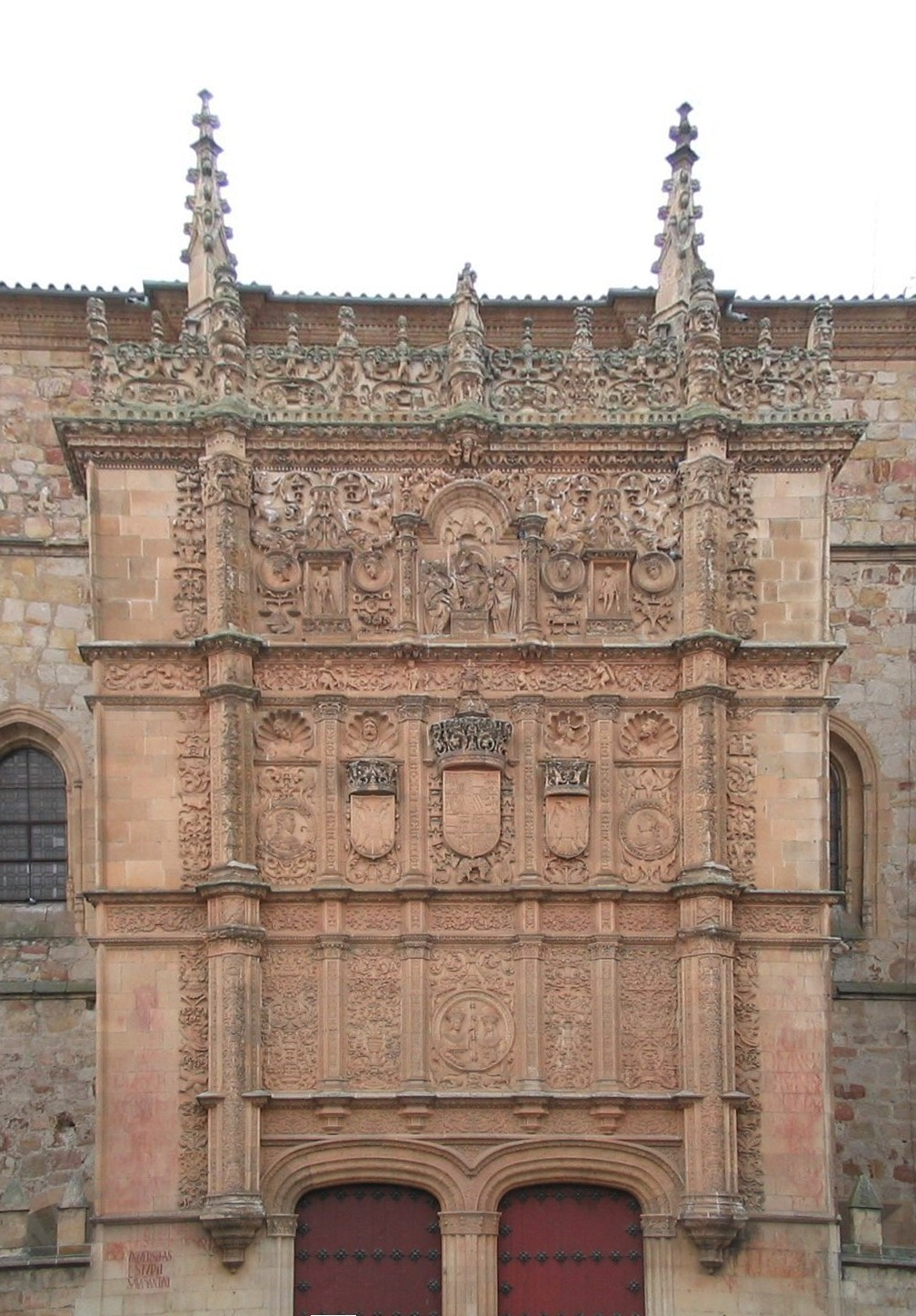
La façana de la Universitat de Salamanca és l'obra mestra de l'arquitectura plateresca.

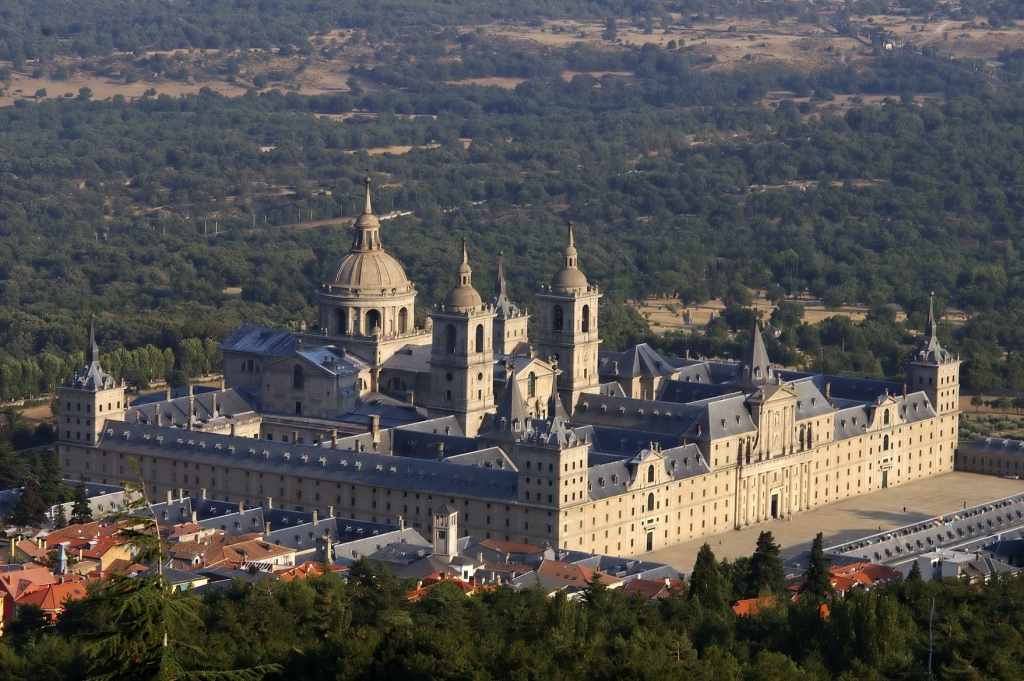
Vista aèria del Monestir d'El Escorial, paradigma de l'arquitectura herreriana

La subjecció imposada als municipis pels Reis Catòlics tingué com a conseqüència una escassa iniciativa cultural i artística i el Renaixement peninsular restà circumscrit als dictats de la cort, l'església i la noblesa. L'art renaixentista no s'imposà plenament als territoris peninsulars fins al segle XVI. Amb tot, la pintura assolí una difusió més gran que la resta d'activitats plàstiques, doncs és més fàcil exportar pintures i gravats que escultures o palaus.
En l'arquitectura, l'art gòtic seguí sent l'estil predominant al llarg de tot el segle XV i principis del XVI. L'arquitectura evolucionà des d'una decoració moderada a una floració decorativa exultant que s'accentuarà al màxim en l'època dels Reis Catòlics. Durant aquest període el gòtic flamíger s'anirà combinant amb elements mudèjars. La decoració desdibuixà les formes arquitectòniques, repeteix els jous i les fletxes, els efes i les is inicials dels noms dels monarques establint el gòtic isabelí, sent l'obra més representativa San Juan de los Reyes, en el qual s'usen alguns elements que volen ser independents del gòtic i portadors del nou estil renaixentista com Casa de las Conchas, a Salamanca. Hi ha influència de l'estil itàlic al palau de Carles V a l'Alhambra, de Pedro Machuca, i a la catedral de Granada.
El plateresc, derivat de l'espanyol platero (argenter), l'estil que cobriria l'etapa que transcorre des de les darreres realitzacions del gòtic flamíger fins a l'afermament de les formes pròpiament renaixentistes, no representa un tall radical amb el gòtic isabelí. El plateresc fa un ús incontenible dels elements decoratius: balustres, medallons, emblemes heràldics, figures humanes entrellaçades, animals i tiges que formen figures fantàstiques, ús que revela influències italianes i creacions hispanes i que es donen de forma simultània. En destaca el Colegio Mayor de Santa Cruz de Valladolid, obra de Lorenzo Vázquez de Segovia i la portalada de la universitat de Salamanca, caracteritzat per una decoració abundant i delicada.
L'ornamentat plateresc va donar pas al purisme clàssic al segon terç del segle xvi, buscant formes més senzilles i depurades, en una línia sòbria i clàssica, d'equilibri i perfecció tècnica, atenent més les qüestions estructurals i l'harmonia de proporcions. Els arquitectes tenen millor preparació i formació, gràcies a la publicació de diversos tractats teòrics com Medidas del Romano, de Diego de Sagredo, el primer tractat renaixentista escrit fora d'Itàlia, que remarca la preponderància de la proporció i la disposició correcta dels elements per sobre la decoració. El purisme es va caracteritzar per l'ús de voltes ovalades o de canó, arcs de mig punt, cúpules i decoració esculpida reduïda a petits espais estratègics, valorant l'espai llis com a exponent d'aquesta nova estètica més pura i harmoniosa. En general, l'aspecte de l'arquitectura purista és d'equilibri i monumentalitat, davant de l'aparent fragilitat i el decorativisme del plateresc.
El purisme va donar pas a l'arquitectura herreriana desenvolupada a Espanya durant l'últim terç del segle XVI sota el regnat de Felip II de Castella i va continuar vigent al segle xvii, però transformada pel barroc de l'època. Correspon a la tercera i última etapa de l'arquitectura renaixentista espanyola, caracteritzada pel seu rigor geomètric, la relació matemàtica entre els diferents elements arquitectònics, els volums nets, el predomini del mur sobre el va i per l'absència gairebé total de decoració. També és conegut com a estil escorialenc, en al·lusió al Monestir d'El Escorial de Juan de Herrera, que serveix de paradigma a aquest corrent arquitectònic. Els edificis herrerians destaquen per la seva severa horitzontalitat, aconseguida gràcies a l'equilibri de les formes, preferentment cúbiques, que es disposen simètricament a l'estructura. En general, presenten cobertes de fusta revestides a l'exterior de pissarra i torres laterals, rematades en capitells cònics o piramidals quadrangulars acabats en punta, coneguts com a capitells madrilenys, que introdueixen un element de verticalitat i magnificència, alhora que contribueixen a reforçar la sensació de simetria.

## Renaixement alemany
L'art del renaixement alemany entra a la categoria més àmplia del Renaixement del nord d'Europa, també conegut com el Renaixement del Nord. Les influències renaixentistes van començar a aparèixer en l'art alemany al segle xv, però aquesta tendència no es va estendre. L'Art Through the Ages de Helen Gardner identifica Michael Pacher, pintor i escultor d'estil gòtic tardà, com el primer artista alemany l'obra del qual comença a mostrar influències del Renaixement italià per l'obra d'Andrea Mantegna.

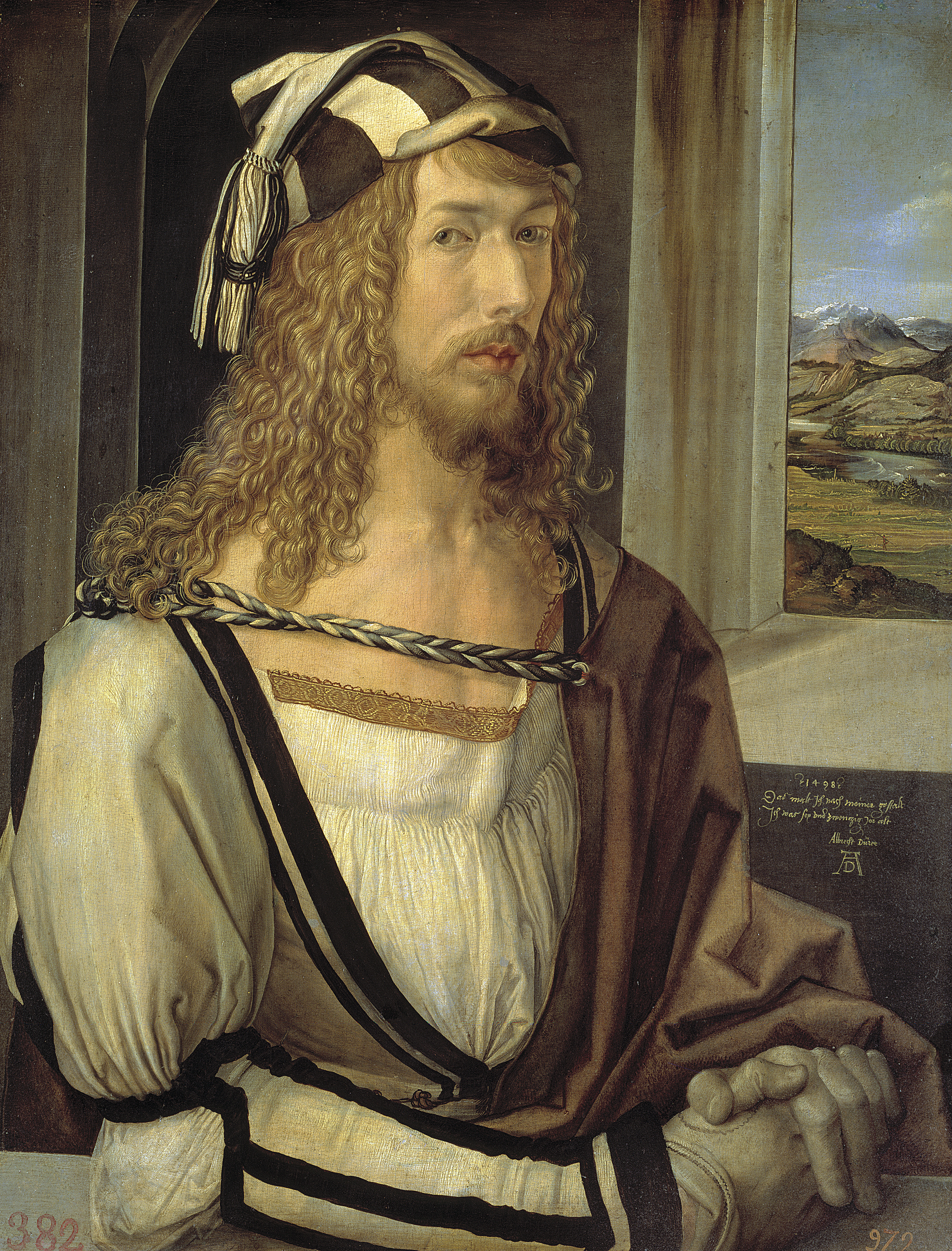
Auroretrat d'Albrecht Dürer

A la dècada de 1500, l'art renaixentista es va fer habitual a Alemanya per la presa de consciència sobtada dels avenços fets pel Renaixement italià i per la voluntat d'assimilar aquest nou estil tan ràpidament fos possible. Un dels més coneguts practicants de l'art renaixentista alemany va ser Albrecht Dürer, que va anar a Itàlia per estudiar art fascinat per les idees clàssiques, portant els estils i idees renaixentistes italianes a Alemanya. Hans Holbein el Jove va assimilar amb èxit les idees italianes alhora que va mantenir les tradicions del nord d'un realisme proper, en comptes de combinar estils alemany i italià. Altres artistes importants del Renaixement alemany van ser Matthias Grünewald, Albrecht Altdorfer i Lucas Cranach el Vell.
Artesans com els gravadors es van preocupar més per l'estètica que per perfeccionar les seves manualitats. Alemanya tenia mestres gravadors, com Martin Schongauer, que feien gravats metàl·lics a finals del segle xiv, i el domini de les arts gràfiques es relaciona amb els avenços de la impressió que es van produir a Alemanya, així que la calcografia va començar a substituir la xilografia durant el Renaixement i alguns artistes, com Albrecht Dürer, van produir obres d'art d'alt nivell.

## Renaixement britànic
Gran Bretanya va arribar molt tard a desenvolupar un estil renaixentista diferenciat, i la majoria dels artistes de la cort Tudor eren estrangers, normalment dels Països Baixos, entre ells Hans Holbein el Jove, que va morir a Anglaterra. Una excepció va ser el retrat miniatura, que artistes com Nicholas Hilliard van desenvolupar en un gènere diferent molt abans que es popularitzés a la resta d'Europa. L'art renaixentista a Escòcia depenia de la mateixa manera dels artistes importats, i en gran part es limitava a la cort.

## El final del renaixement
En resposta a la Reforma Protestant, el catolicisme va establir la Congregació de la doctrina de la Fe el 1542 i el 1545, el Concili de Trento va donar pas a la Contrareforma que va censurar artistes i escriptors, fent que l'humanisme i qualsevol punt de vista que desafiés l'església catòlica fos un acte d'heretgia punible amb la mort, així, a principis del segle xvii, el moviment renaixentista havia desaparegut, donant pas a la Il·lustració.

## Característiques
Fins i tot en el camp de les arts figuratives, les innovacions renaixentistes van tenir les seves arrels al segle xiv. Per exemple, la recerca intuïtiva sobre l'espai de Giotto, Ambrogio Lorenzetti o els miniaturistes francesos van ser estudiats en profunditat i portats a resultats extremadament rigorosos, fins al punt de produir resultats revolucionaris.
Hi havia almenys tres elements essencials del nou estil:
1. Formulació de les regles de la perspectiva lineal cèntrica, que organitzava l'espai com a unitat. A principis del segle XV, Filippo Brunelleschi va desenvolupar un mètode matemàtic-geomètric i mesurable per compondre l'espai il·lusori segons la perspectiva lineal cèntrica,[43] partint de les nocions d'òptica medieval i imaginant un nou concepte d'espai: infinit, continu, preexistent. a les figures que l'ocupen. La teoria va sorgir de dos experiments pràctics amb tauletes dibuixades, ara perdudes però reconstruïbles gràcies a les descripcions de Leon Battista Alberti a De Pictura.[44] Un representava el Baptisteri de Florència vist des del portal central de Santa Maria del Fiore i tenia un cel cobert amb paper platejat, de manera que reflectia la llum atmosfèrica real. Aquesta tauleta s'havia de veure a través d'un mirall col·locant un ull en un forat a la part posterior de la tauleta. El mirall, que tenia la mateixa forma que la tauleta, s'havia de col·locar de manera que ho contingués tot: si era més petit s'havia de col·locar més lluny. Altres tècniques usades per donar profunditat foren l'ús de l'esfumat,[45] clarobscur[46] i modificar el gruix de les línies.
2. Atenció a l'home com a individu, tant en fesomia com en anatomia i en la representació de les emocions;
3. Rebuig dels elements decoratius i retorn a l'essencialitat.

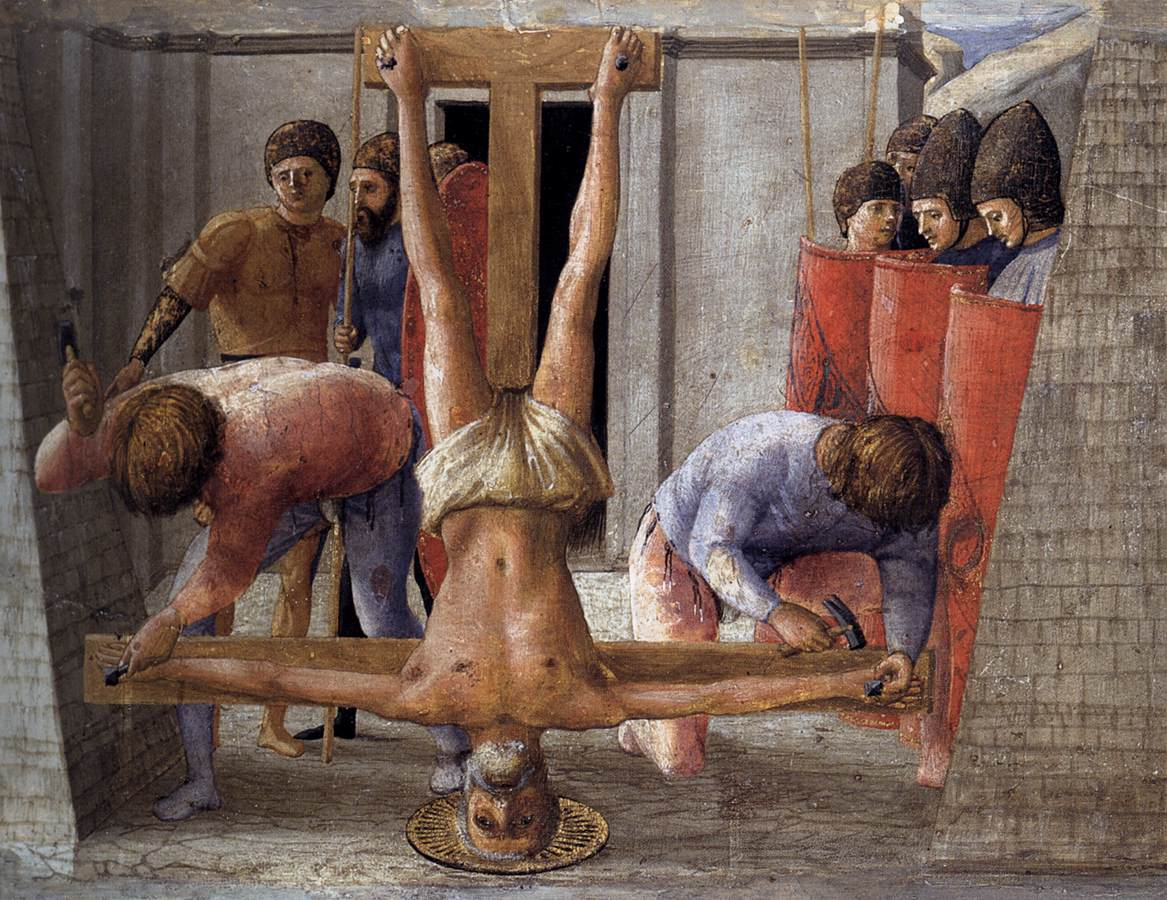
Crucifixió de Sant Pere (Masaccio) al políptic de Pisa.

Per parlar d'una obra plenament renaixentista, la presència d'un sol d'aquests elements no és suficient, ja que el Renaixement va ser sobretot una nova manera de pensar i representar el món en la seva totalitat. Per exemple, en algunes obres de Paolo Uccello, com ara el Sant Jordi i el drac (1456), l'espai està compost segons les regles de la perspectiva; tanmateix, els personatges no estan disposats en profunditat, sinó simplement juxtaposats i sense ombres, com la princesa etèria; en cas contrari a Crucifixió de Sant Pere (1426) de Masaccio tots els elements són proporcionals a la perspectiva, que determina la mida de cadascun.
Una altra comparació, relacionada amb l'atenció a l'home com a individu, es pot fer entre la Mare de Déu i el Nen (vers 1405-1410) de Gentile da Fabriano i la  Santa Anna Metterza (1426) també de Masaccio: en el primer cas el volum es crea superposant les capes de color que creen ombres i llums d'una manera totalment convencional (les parts clares són sempre les mateixes: el pont del nas, el front, la barbeta, sigui quina sigui la posició del cap en el quadre), així com els trets i les expressions, mentre que en el cas de Masaccio sorgeix la figura del rostre. des del coneixement de l'estructura òssia real, amb una disposició estudiada i conscient de les ombres que, en el cas del Nen, cobreixen gran part de la cara.
L'artista medieval s'encarregava únicament de l'execució de l'obra ja que li eren donats els continguts i els temes de la imatge per una autoritat superior o per una tradició consagrada, en canvi en el Renaixement l'artista ha de trobar-los i definir-los, determinant així de manera autònoma els criteris ideològics i l'orientació cultural del treball. La cultura humanista, doncs, fixa la finalitat de l'art com a valor. Aquesta societat, encapçalada pels burgesos que ha conquerit el "senyoriu", li interessa conèixer objectivament: la natura, el lloc de la vida i font del material del treball humà, la història, que dona compte dels motius i conseqüències de les accions humanes, l'home com a subjecte de coneixement i actuació.
Els iniciadors d'aquest moviment en l'època humanista-renaixentista van ser Filippo Brunelleschi (arquitecte), Leon Battista Alberti (arquitecte i erudit), Donatello (escultor) i Masaccio (pintor).

Paolo Uccello, Sant Jordi i el drac
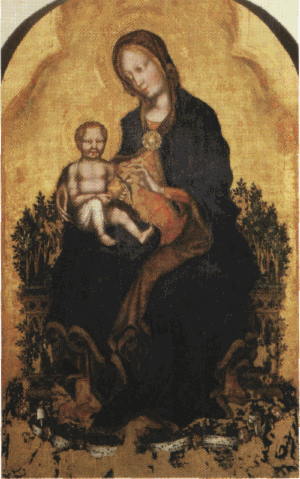
Gentile da Fabriano, Mare de Déu i el Nen
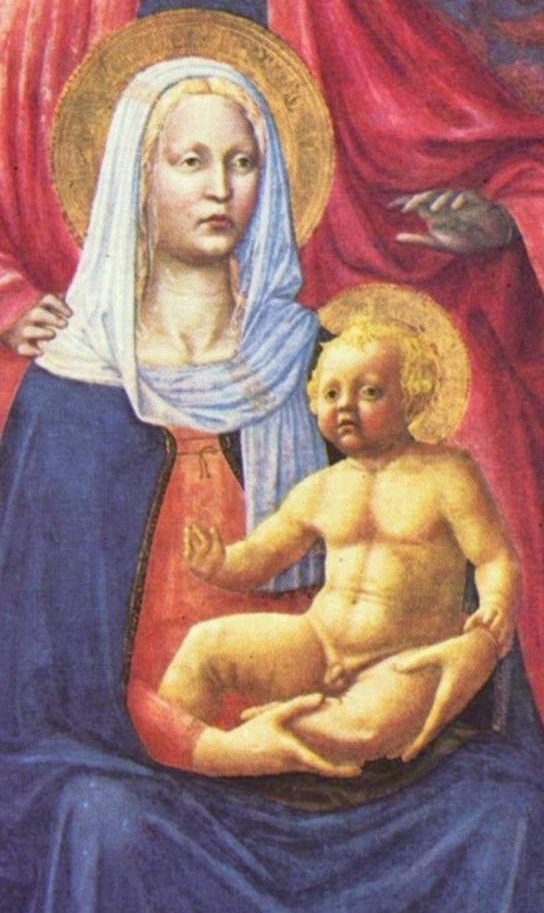
Masaccio, Santa Anna Metterza (detall)

## Llista d'artistes del Renaixement

### Itàlia
- Giotto di Bondone (1267–1337)
- Filippo Brunelleschi (1377–1446)
- Masolino (c. 1383 – c. 1447)
- Donatello (c. 1386 – 1466)
- Pisanello (c. 1395 – c. 1455)
- Fra Angelico (c. 1395 – 1455)
- Paolo Uccello (1397–1475)
- Masaccio (1401–1428)
- Leone Battista Alberti (1404–1472)
- Filippo Lippi (c. 1406 – 1469)
- Domenico Veneziano (c. 1410 – 1461)
- Piero della Francesca (c. 1415 – 1492)
- Andrea del Castagno (c. 1421 – 1457)
- Benozzo Gozzoli (c. 1421 – 1497)
- Alessio Baldovinetti (1425–1499)
- Antonio del Pollaiuolo (1429–1498)
- Antonello da Messina (c. 1430 – 1479)
- Giovanni Bellini (c.1430–1516)
- Andrea Mantegna (c. 1431 – 1506)
- Andrea del Verrocchio (c. 1435 – 1488)
- Giovanni Santi (1435–1494)
- Carlo Crivelli (c. 1435 – c. 1495)
- Donato Bramante (1444–1514)
- Sandro Botticelli (c. 1445 – 1510)
- Luca Signorelli (c. 1445 – 1523)
- Biagio d'Antonio (1446–1516)
- Pietro Perugino (1446–1523)
- Domenico Ghirlandaio (1449–1494)
- Leonardo da Vinci (1452–1519)
- Pinturicchio (1454–1513)
- Filippino Lippi (1457–1504)
- Andrea Solario (1460–1524)
- Piero di Cosimo (1462–1522)
- Vittore Carpaccio (1465–1526)
- Bernardino de Conti (1465–1525)
- Giorgione (c. 1473–1510)
- Michelangelo (1475–1564)
- Lorenzo Lotto (1480–1557)
- Raffaello Sanzio (1483–1520)
- Marco Cardisco (c. 1486 – c. 1542)
- Ticià (c. 1488/1490 – 1576)
- Corregio (c. 1489 – 1534)
- Pietro Negroni (c. 1505 – c. 1565)
- Sofonisba Anguissola (c. 1532 – 1625)

### Països Baixos (actual Benelux)
- Hubert van Eyck (1366?–1426)
- Robert Campin (c. 1380 – 1444)
- Germans de Limburg (c. 1385 – 1416)
- Jan van Eyck (1385?–1440?)
- Rogier van der Weyden (1399/1400–1464)
- Jacques Daret (c. 1404 – c. 1470)
- Petrus Christus (1410/1420–1472)
- Dirk Bouts (1415–1475)
- Hugo van der Goes (c. 1430/1440 – 1482)
- Hans Memling (c. 1430 – 1494)
- Hieronymus Bosch (c. 1450 – 1516)
- Gerard David (c. 1455 – 1523)
- Geertgen tot Sint Jans (c. 1465 – c. 1495)
- Quentin Matsys (1466–1530)
- Jean Bellegambe (c. 1470 – 1535)
- Joachim Patinir (c. 1480 – 1524)
- Adriaen Isenbrant (c. 1490 – 1551)

### Alemanya
- Hans Holbein el Vell (c. 1460 – 1524)
- Matthias Grünewald (c. 1470 – 1528)
- Albrecht Dürer (1471–1528)
- Lucas Cranach el Vell (1472–1553)
- Hans Burgkmair (1473–1531)
- Jerg Ratgeb (c. 1480 – 1526)
- Albrecht Altdorfer (c. 1480 – 1538)
- Leonhard Beck (c. 1480 – 1542)
- Hans Baldung (c. 1480 – 1545)
- Wilhelm Stetter (1487–1552)
- Barthel Bruyn el Vell (1493–1555)
- Ambrosius Holbein (1494–1519)
- Hans Holbein el Jove (c. 1497 – 1543)
- Conrad Faber von Kreuznach (c. 1500 – c. 1553)
- Lucas Cranach el Jove (1515–1586)

### França
- Enguerrand Quarton (c. 1410 – c. 1466)
- Barthélemy d'Eyck (c. 1420 – after 1470)
- Jean Fouquet (1420–1481)
- Simon Marmion (c. 1425 – 1489)
- Nicolas Froment (c. 1435 – c. 1486)
- Jean Hey (c. 1475 – c. 1505)
- Jean Clouet (1480–1541)
- François Clouet (c. 1510 – 1572)

### Portugal
- Grão Vasco (1475–1542)
- Gregório Lopes (1490–1550)
- Francisco de Holanda (1517–1585)
- Cristóvão Lopes (1516–1594)
- Cristóvão de Figueiredo (?-c.1543)
- Jorge Afonso (1470–1540)
- António de Holanda (1480–1571)
- Cristóvão de Morais
- Nuno Gonçalves (c. 1425 – c. 1491)

### Països Catalans
- Jaume Huguet (1412–1492)
- Bartolomé Bermejo (c. 1440 – c. 1501)
- Ayne Bru (? - c. 1509)
- Paolo da San Leocadio (1447 – c. 1520)
- Joan de Borgonya (? - c. 1526)
- Vicent Macip (c. 1475 - 1551)
- Damià Forment (c. 1475 - 1540)
- Pere Nunyes (? - 1554)
- Pere Mates (c. 1490 - 1558)
- Jaume Forner (c. 1500 - c. 1557)
- Pere Serafí (c. 1505 - 1567)
- Joan de Joanes (1507 - 1579)
- Nicolau Borràs Falcó (1530 - 1610)
- Alonso Sánchez Coello (1531–1588)
- Pere Blai (1553 - 1620)

### Castella
- Pedro Berruguete (c. 1450 – 1504)
- Juan de Flandes (c. 1460 – c. 1519)
- Luis de Morales (1512 – 1586)
- El Greco (1541 – 1614)

### Dalmàcia veneciana (actual Croàcia)
- Giorgio da Sebenico (c. 1410 – 1475)
- Niccolò di Giovanni Fiorentino (1418–1506)
- Andrea Alessi (1425–1505)
- Francesco Laurana (c. 1430 – 1502)
- Giovanni Dalmata (c. 1440 – c. 1514)
- Nicholas de Ragusa (1460? – 1517)
- Andrea Schiavone (c. 1510/1515 – 1563)

## Obres representatives
- Retaule de Gant, d'Hubert i Jan van Eyck
- El matrimoni Arnolfini, de Jan van Eyck
- El Tríptic Werl, de Robert Campin
- El Tríptic Portinari, d'Hugo van der Goes
- El davallament de la Creu, de Rogier van der Weyden
- Flage·lació de Crist, de Piero della Francesca
- La primavera, de Sandro Botticelli
- Lamentació sobre el Crist Mort, d'Andrea Mantegna
- L'últim sopar, de Leonardo da Vinci
- L'escola d'Atenes, de Rafael
- La Volta de la Capella Sixtina, de Miquel Àngel
- Carles V a cavall a Mühlberg, de Ticià
- Retaule d'Isenheim, de Matthias Grünewald
- Melencolia I, d'Albrecht Dürer
- Els ambaixadors, de Hans Holbein el Jove
- Díptic de Melun, de Jean Fouquet
- Panells de Sant Vicent de Lisboa, de Nuno Gonçalves

## Col·leccions principals
- National Gallery, Londres, Regne Unit
- Museo del Prado, Madrid, Espanya
- Uffizi, Florència, Itàlia
- Louvre, París, França
- National Gallery of Art, Washington DC, EUA
- Gemäldegalerie, Berlín, Berlín, Alemanya
- Rijksmuseum, Amsterdam, Països Baixos
- Metropolitan Museum of Art, Nova York, EUA
- Museu Reial de Belles Arts de Bèlgica, Brussel·les, Bèlgica
- Groeningemuseum, Bruges, Bèlgica
- Antic Hospital de Sant Joan, Bruges, Bèlgica
- Bargello, Florència, Itàlia
- Château d'Écouen (Museu Nacional del Renaixement), Écouen, França
- Museus Vaticans, Ciutat del Vaticà
- Pinacoteca di Brera, Milà, Itàlia
- Hermitage, Sant Petersburg, Rússia